# Engelbrekt Engelbrektsson
Engelbrekt Engelbrektsson (kb. 1390 – 1436. május 4.) svéd nemes, Svédország katonai kormányzója. Ő volt a vezetője az Engelbrekt-felkelésnek, amely megfosztotta a svéd tróntól VII. Eriket, a kalmari unió királyát.

## Élete
Engelbrekt Engelbrektsson dalarnai nemesember és bányatulajdonos volt. Családja az 1360-as években települt át Németországból. Engelbrektet felháborította az, ahogyan a dán helytartó a bányászokat sanyargatta és túladóztatta. Egy küldöttséggel felkereste VII. Eriket Koppenhágában, hogy panaszt tegyen, de elutasították. 1434-ben nyílt fegyveres felkelésbe kezdett a király ellen. A bányászok és parasztok mellett hamarosan a nemesség és az Államtanács tagjai is csatlakoztak hozzá, és alig három hónap alatt az egész országot a hatalmukba kerítették.
1435-ben Engelbrektet az arbogai rendi gyűlésen az ország katonai kormányzójává választották, a királyt pedig trónfosztottá nyilvánították. 
A főleg az alsóbb néprétegekben népszerű Engelbrekttel szemben a nemesek és a papság 1436-ban Karl Knutsson Bondét választották katonai kormányzónak, Engelbrektnek azonban sikerült kikényszerítenie a megosztott kormányzást. A megegyezés nem volt hosszú életű, mert 1436. május 4-én egy régebbi haragosa, Måns Bengtsson meggyilkolta.

## Öröksége
Engelbrektet már nem sokkal a halála után szentként kezdték tisztelni. örebrói sírjánál állítólag csodás gyógyulások történtek. Bár a reformáció véget vetett a kultuszának, ehelyett a függetlenségpárti, idegen befolyás ellen küzdő mozgalom jelképéve lett és nemzeti hőssé vált.